# Futura (betűtípus)

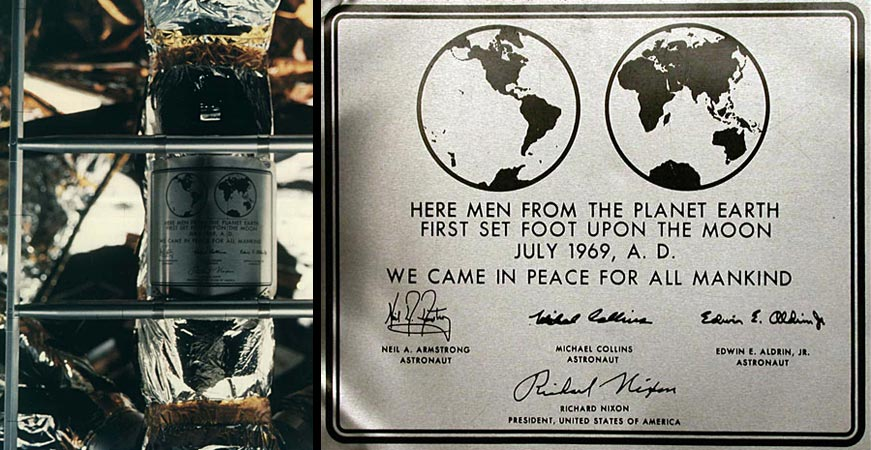
A Futura betűképet használó Holdon emelt emlékplakett, 1969. július

A Futura egy sans-serif betűtípus. 1927-ben tervezte Paul Renner, a Bauhaus mozgalomból inspirálódva. Ellentétben a korábbi sans-serif betűtípusokkal, a vonások tökéletes mértani formák, főleg a köröknél látható ez. A Futura az 50-es és 60-as években volt a legnépszerűbb és a mai napig a Volkswagen céges terveiben használt betűtípus. Stanley Kubrick filmrendező is többnyire ezt használta a filmjei reklámjainál és címsorainál.

## Lásd még
- Betűtípusok listája

## Külső hivatkozások
- Typowiki: Futura